# Pityohyphantes costatus
Pityohyphantes costatus är en spindelart som först beskrevs av Nicholas Marcellus Hentz 1850.  Pityohyphantes costatus ingår i släktet Pityohyphantes och familjen täckvävarspindlar. Utöver nominatformen finns också underarten P. c. annulipes.